# دار سي الصحراوي (أولاد موسى)
دار سي الصحراوي هو دُوَّار يقع بجماعة أولاد فارس، إقليم سطات، جهة الدار البيضاء سطات في المملكة المغربية. ينتمي الدوّار لمشيخة أولاد موسى التي تضم 7 دواوير. يقدر عدد سكانه بـ 572 نسمة حسب الإحصاء الرسمي للسكان والسكنى لسنة 2004.

## روابط خارجية
- البوابة الوطنية للجماعات الترابية نسخة محفوظة 12 مارس 2018 على موقع واي باك مشين.
- المندوبية السامية للتخطيط